# 額森特

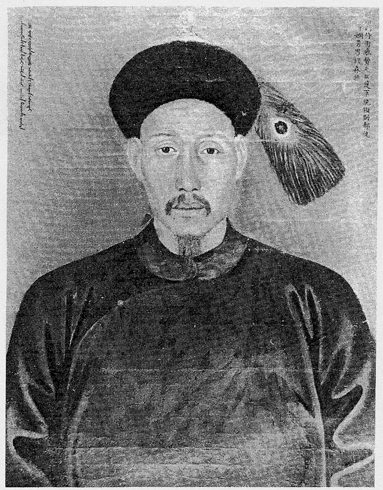
額森特

額森特（？—1782年），台褚勒氏，清朝軍事將領。
行伍出身，后升任藍翎侍衛、三等侍衛。乾隆三十二年，任二等侍衛。乾隆三十七年，為頭等侍衛、副都統銜。乾隆三十七年，任鑲黃旗蒙古副都統，征金川領隊大臣。乾隆三十八年，任正紅旗護軍統領。乾隆三十九年，為散秩大臣、參贊大臣，征金川，乾清門行走。乾隆四十年，任鑲藍旗滿洲副都統，為一等男。乾隆四十一年，任正藍旗滿洲副都統。乾隆四十五年，任鑲白旗護軍統領。次年，加三等子。有子台褚勒哈金泰，侄台褚勒伊爾琫阿。

## 延伸阅读
[在维基数据编辑]
 《清史稿/卷331》，出自趙爾巽《清史稿》